# Liste der Bodendenkmäler in Obertrubach
Auf dieser Seite sind die Bodendenkmäler in der oberfränkischen Gemeinde Obertrubach zusammengestellt. Diese Tabelle ist eine Teilliste der Liste der Bodendenkmäler in Bayern. Grundlage ist die Bayerische Denkmalliste, die auf Basis des Bayerischen Denkmalschutzgesetzes vom 1. Oktober 1973 erstmals erstellt wurde und seither durch das Bayerische Landesamt für Denkmalpflege geführt wird. Die folgenden Angaben ersetzen nicht die rechtsverbindliche Auskunft der Denkmalschutzbehörde.

## Bodendenkmäler in Obertrubach
| Lage       | Objekt | Akten-Nr.     | Bild |
| ---------- | --- | ------------- | ---- |
| (Standort) | Höhle mit Funden vorgeschichtlicher und mittelalterlicher Zeitstellung | D-4-6233-0118 |      |
| (Standort) | Hohlwegfächer vermutlich mittelalterlicher Zeitstellung | D-4-6233-0202 |      |
| (Standort) | Höhle mit vermutlich vorgeschichtlichen Funden | D-4-6234-0142 |      |
| (Standort) | Untertägige Bauteile bestehender Gebäude und Fundamente abgegangener Bauten im Bereich der spätmittelalterlichen Burgruine Bärnfels                                                       | D-4-6234-0188 |      |
| (Standort) | Höhle mit Funden der Urnenfelderzeit, der Hallstattzeit und der frühen Latènezeit | D-4-6333-0003 |      |
| (Standort) | Höhle mit Funden vermutlich vorgeschichtlicher Zeitstellung | D-4-6333-0005 |      |
| (Standort) | Abschnittsbefestigung vorgeschichtlicher Zeitstellung oder des frühen Mittelalters | D-4-6333-0006 |      |
| (Standort) | Untertägige Bauteile bestehender Gebäude und Wehreinrichtungen sowie Fundamente abgegangener Bauten der hochmittelalterlichen bis frühneuzeitlichen Burgruine Wolfsberg                   | D-4-6333-0278 |      |
| (Standort) | Untertägige Bauteile der spätmittelalterlichen bis neuzeitlichen Kirche sowie vermutlich Körpergräber des Mittelalters und der Neuzeit                                                    | D-4-6333-0280 |      |
| (Standort) | Höhle mit Nutzungsschichten des Mittelalters und der frühen Neuzeit | D-4-6333-0292 |      |
| (Standort) | Vermutlich Burgstall des Mittelalters | D-4-6334-0024 |      |
| (Standort) | Vermutlich ein Grabhügel vorgeschichtlicher Zeitstellung | D-4-6334-0025 |      |
| (Standort) | Ein Grabhügel vorgeschichtlicher Zeitstellung | D-4-6334-0026 |      |
| (Standort) | Körpergräber vor- und frühgeschichtlicher oder mittelalterlicher Zeitstellung | D-4-6334-0027 |      |
| (Standort) | Vermutlich Gräberfeld der Hallstattzeit und der Latènezeit | D-4-6334-0029 |      |
| (Standort) | Streckenabschnitt der mittelalterlichen bis frühneuzeitlichen Altstraße „Sächsische Straße“                                                                                               | D-4-6334-0044 |      |
| (Standort) | Untertägige Bauteile der spätmittelalterlichen bis neuzeitlichen Pfarrkirche, Fundamente mittelalterlicher Vorgängerbauten sowie vermutlich Körpergräber des Mittelalters und der Neuzeit | D-4-6334-0055 |      |
| (Standort) | Raingrube als Teilstück einer Grenzmarkierung zwischen fränkischem Radensgau und bayerischem Nordgau, vermutlich spätmittelalterlich                                                      | D-4-6334-0059 |      |